# 冯志山
冯志山，中华人民共和国政治人物、外交官。
1984年，接替周敏担任中华人民共和国驻布基纳法索大使。1986年，由江翔接任。